# Menkiri bōchō
Ein Menkiri bōchō (jap. 麺切包丁, dt. „Nudelschneide-Küchenmesser“) ist ein spezielles Messer, das in der japanischen Küche zur Herstellung von Soba- und Udon-Nudeln verwendet wird. Zur Herstellung von Soba-Nudeln verwendete Menkiri Bōchō Messer werden auch Soba Kiri (jap. そば切(り) oder 蕎麦切(り)) genannt. Während zur Herstellung von Udon-Nudeln verwendete Menkiri Bōchō auch den Namen Udon Kiri (jap.うどん切(り)) tragen.
Um Soba oder Udon herzustellen, wird der Teig zunächst abgeflacht und gefaltet und dann anschließend mit dem Menkiri Bōchō geschnitten, um lange rechteckige Nudeln zu erhalten. Zu diesem Zweck hat das Menkiri Bōchō eine lange und gerade Schneide, um die Nudeln problemlos bis auf das Hackbrett schneiden zu können. Das Messer besitzt normalerweise ein hohes Gewicht, um das Schneiden der Nudeln zu erleichtern, und wird mit einer leichten Vorwärtsbewegung genutzt.

Menkiri bōchō – soba kiri, udon kiri
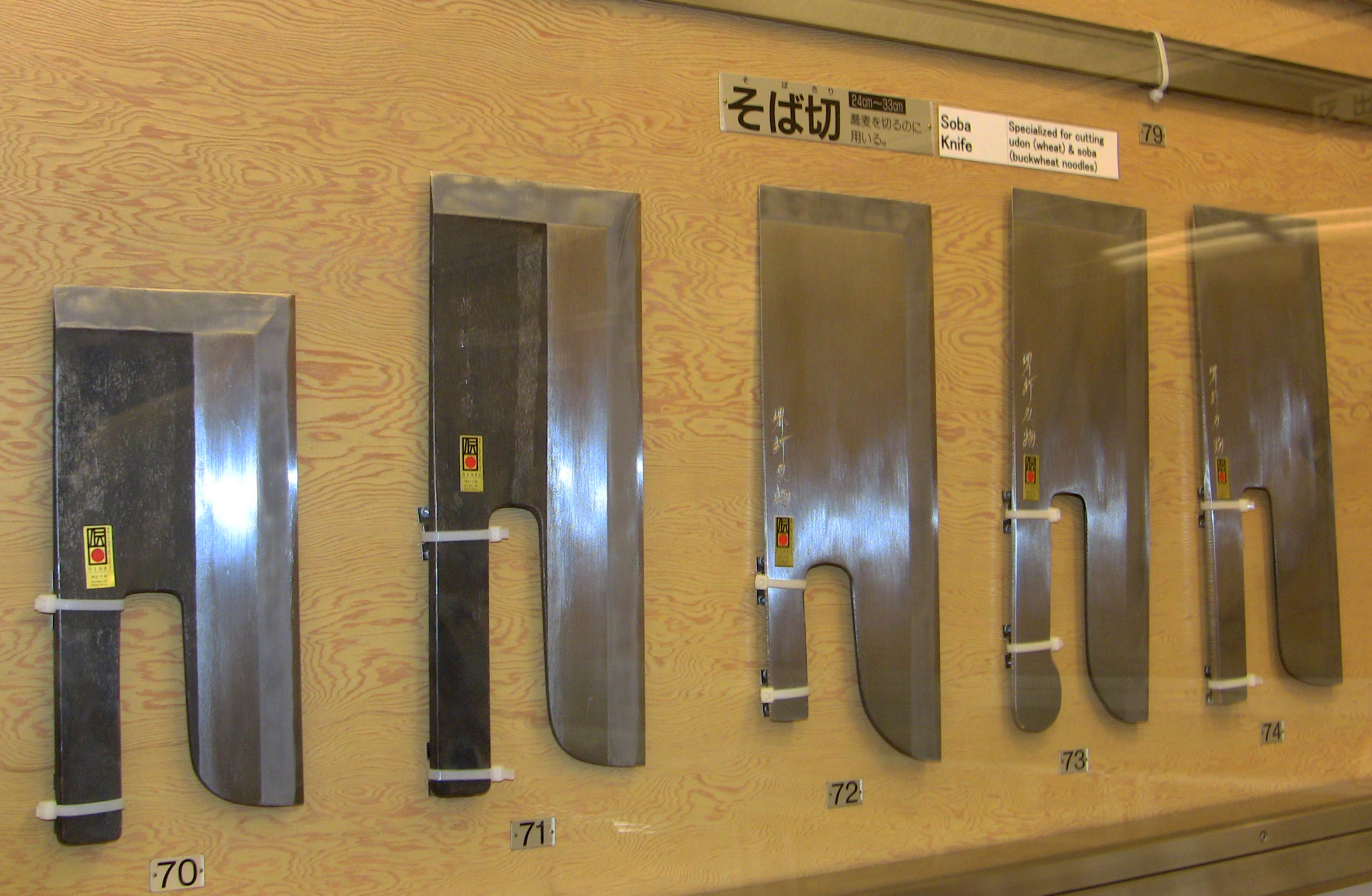
Verschiedene soba kiri
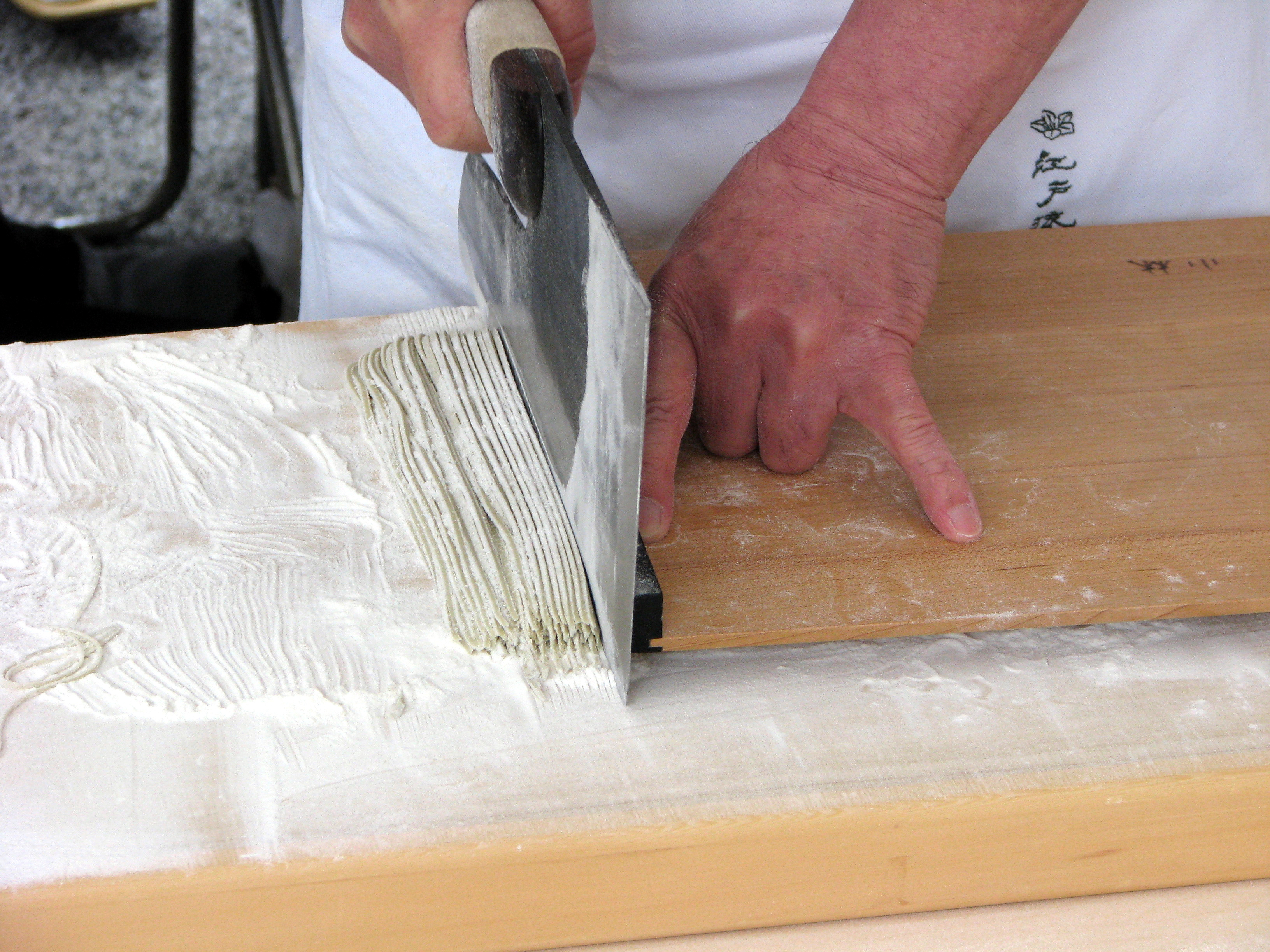
soba kiri bei der Nudelherstellung.
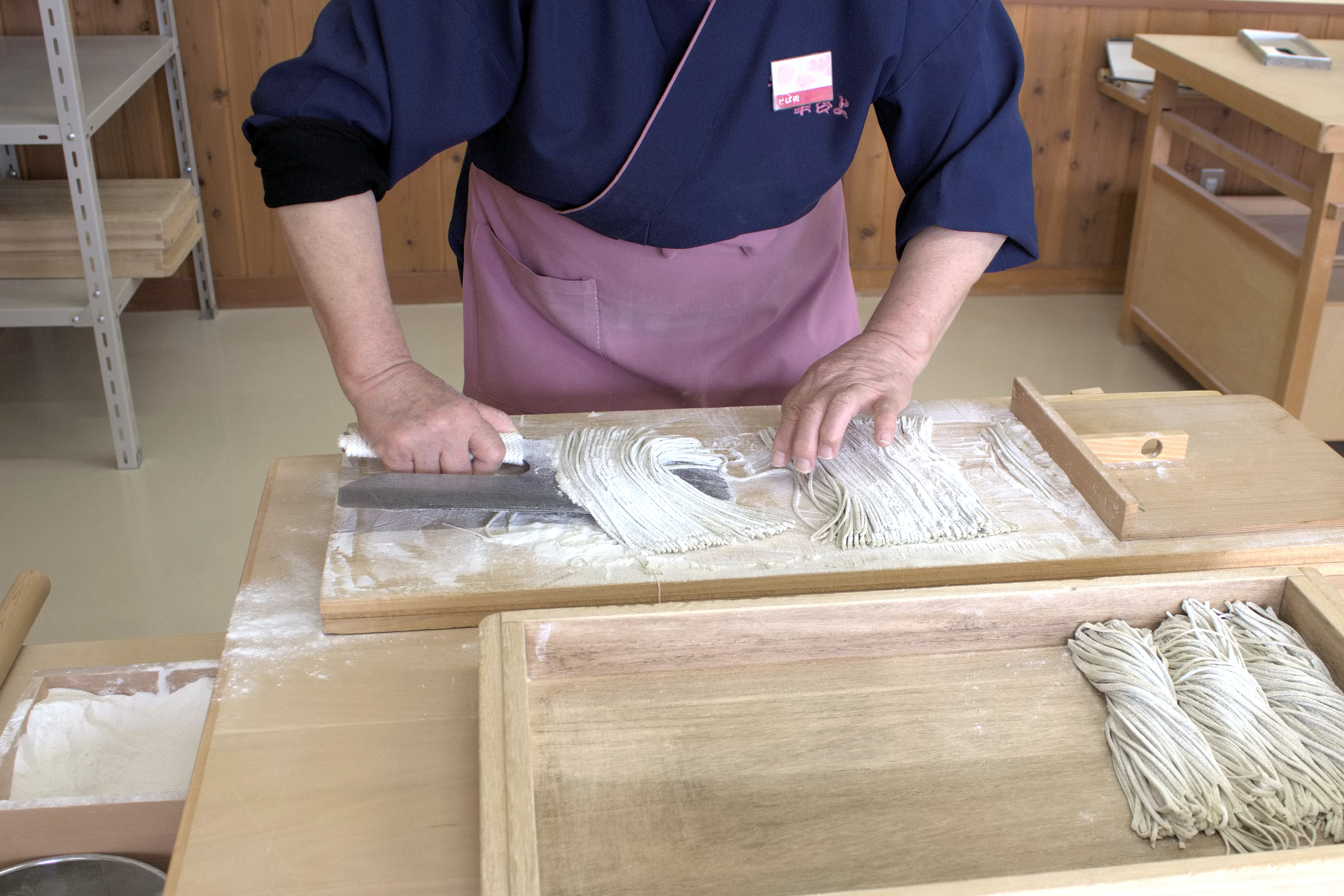
Soba-Messer – hier als Schaber
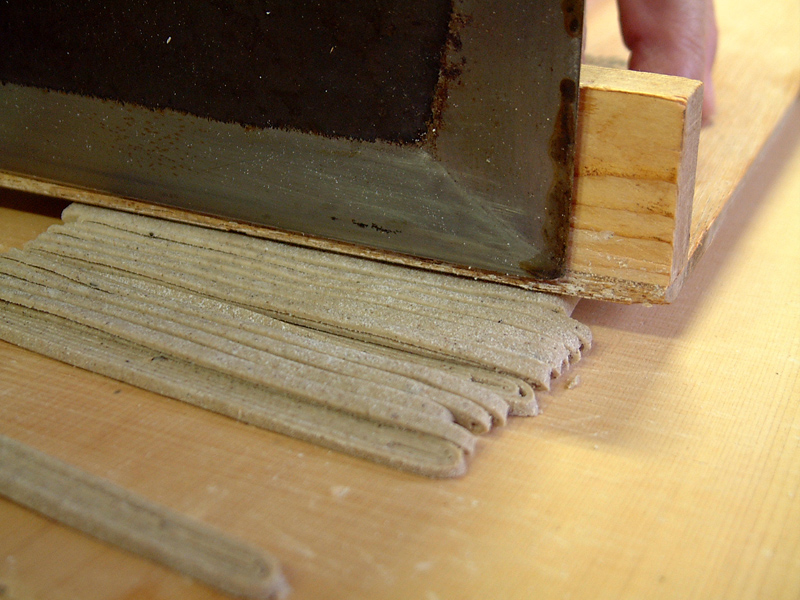
Detail beim „Soba-Schneiden“
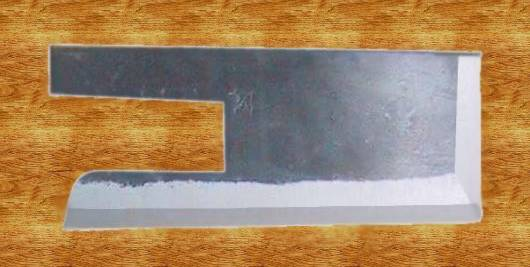
udon kiri (Fotomontage).